# فرتان
فرتان (به فرانسوی: Fréthun) یک کمون در فرانسه است که در پا-دو-کاله واقع شده‌است. فرتان ۷٫۹۲ کیلومتر مربع مساحت و ۱٬۰۹۱ نفر جمعیت دارد و ۱۱ متر بالاتر از سطح دریا واقع شده‌است.